# Ponte Aracaju-Barra dos Coqueiros
A Ponte Aracaju-Barra dos Coqueiros, tendo como nome oficial Ponte Construtor João Alves, liga a capital Aracaju ao município de Barra dos Coqueiros, cidades do litoral de Sergipe. Aracaju encontrava-se separada de sua vizinha Barra dos Coqueiros pelo Rio Sergipe. Sua inauguração foi prevista para 25 de agosto de 2006, mas só aconteceu em 24 de setembro de 2006, às 18:00 h. Seu propósito criar uma via de ligação rodoviária entre Aracaju e o porto do Estado de Sergipe, à beira do oceano Atlântico, dentro do Município da Barra dos Coqueiros e as praias do litoral norte. Com a obra, o litoral norte do Estado, que vai da foz do Rio Sergipe até à foz do Rio São Francisco ficou mais acessível ao turismo em Aracaju.
O projeto original foi bastante arrojado para os padrões locais, segundo informava o portal oficial do Governo do Estado, na gestão de João Alves Filho. Essa seria a segunda maior ponte urbana do país, sendo a maior do Nordeste. A obra empregou quase mil operários durante sua construção e chama a atenção das pessoas à margem do rio Sergipe, podendo ser vista desde o centro da cidade até a foz do rio, à beira do oceano.
A ideia de construir uma ponte ligando Aracaju ao município de Barra dos Coqueiros foi divulgada amplamente na década de 1990 pelo advogado e jornalista Ricardo Leite, que lançou, em dezembro de 2020, o livro A Ponte: Breve história do maior desafio de Sergipe.

## Controvérsias

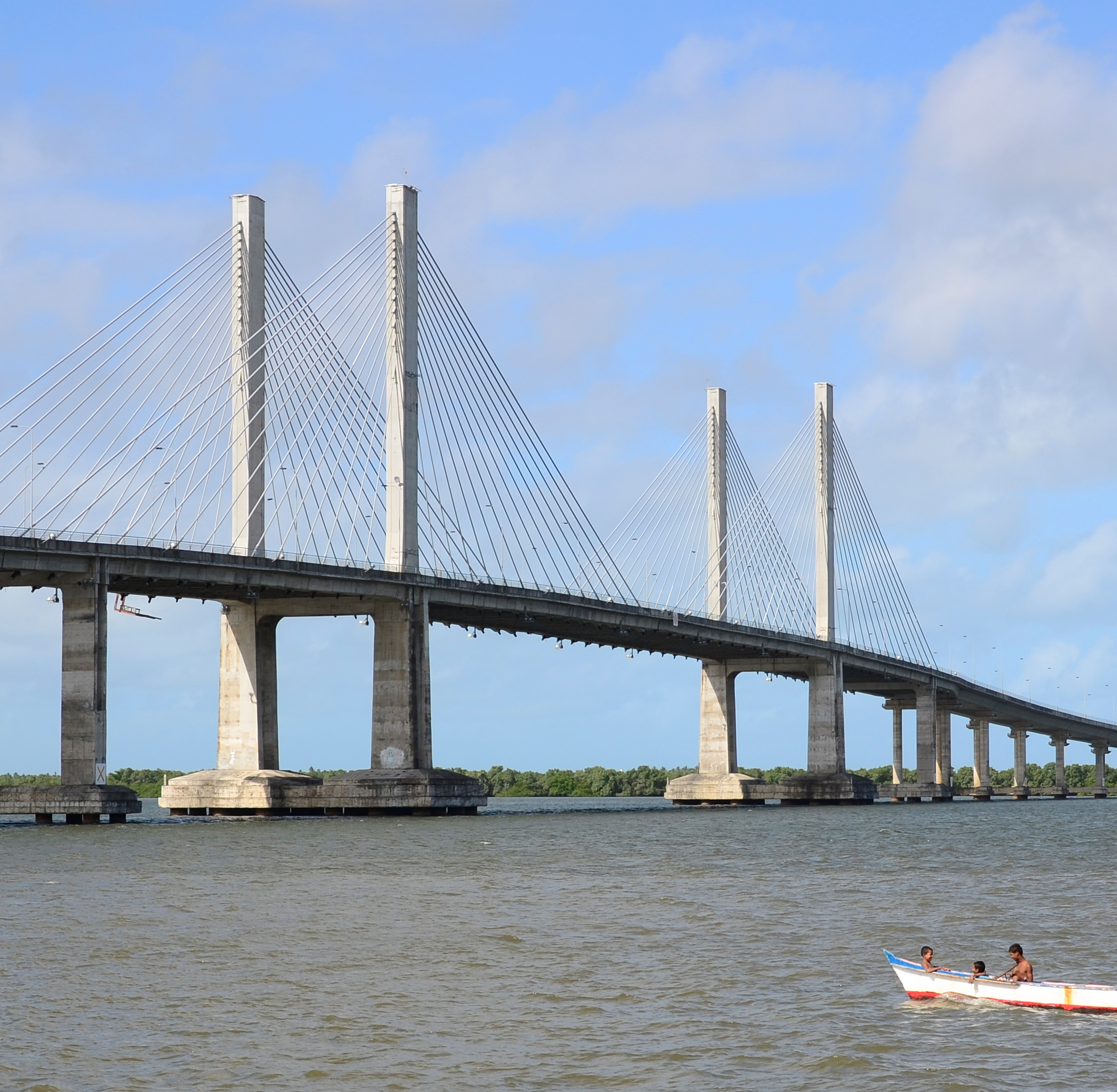
Visão da Ponte Construtor João Alves, que foi construída na gestão do governador João Alves Filho e inaugurada em setembro de 2006.

A ponte foi motivo de muita controvérsia política. Uma das razões foi o nome da obra, que alude ao nome do pai do Governador - um pioneiro da construção civil - que a construiu. Na época de sua construção criou-se um movimento com várias enquetes para tentar chamá-la Zé Peixe, em homenagem ao prático local que por muitos anos guiou, às vezes a nado, os barcos que entravam e saiam da cidade pelo rio Sergipe; ou Ricardo Leite, divulgador da ideia de construir a ponte. Contudo, o nome oficial da ponte ficou 'Construtor João Alves, falecido empresário pioneiro da construção civil em Aracaju e pai do então governador.
A ponte foi conhecida nacionalmente, antes mesmo da sua conclusão durante a votação do Orçamento Geral da União de 2006, tendo sido objeto de um entrave político entre o Governo e a oposição. A controvérsia se deu sobre a fonte do seu financiamento – se por meio do orçamento ou por empréstimo do BNDES.
Também houve controvérsia sobre a inauguração da ponte, provocada na justiça eleitoral. Nesse caso tentou-se impedir que a ponte fosse inaugurada no dia 24 de setembro, com intuito de impedir que o governador-candidato João Alves obtivesse lucros eleitorais. Contudo, o juiz do caso garantiu a inauguração na data marcada, com a ressalva de que o João Alves ou a vice-governadora Marília Mandarino (cujo marido concorria ao cargo de deputado) não estivessem presentes no evento, ou que qualquer imagem da ponte fosse utilizada nas propagandas eleitorais do governador.

## Benefícios

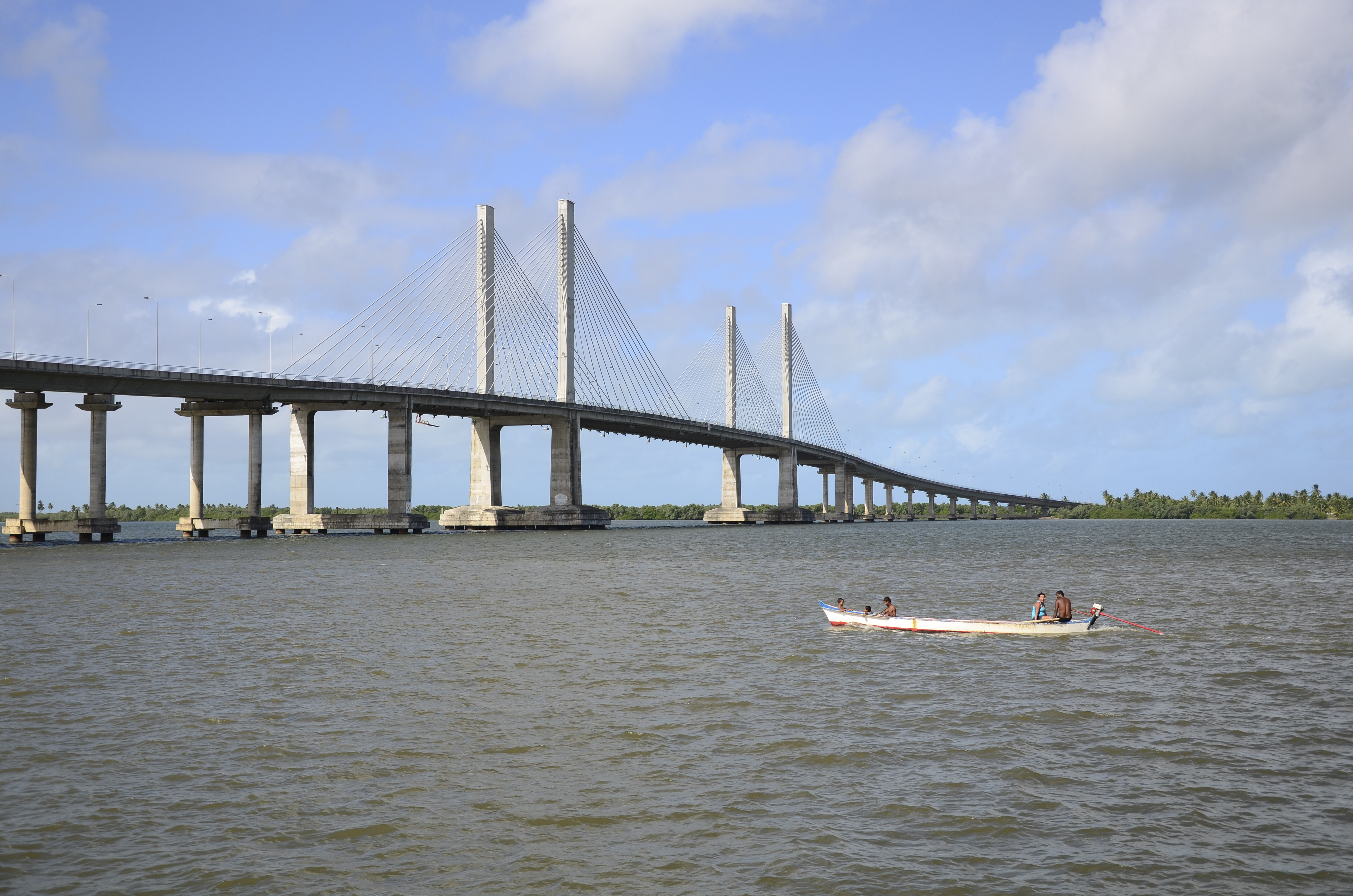
A ponte observada da Orlinha do Bairro Industrial, em Aracaju, que fica mais perto e tem uma vista privilegiada da construção.

Cidades como Aracaju, Barra dos Coqueiros, Pirambu, Santo Amaro das Brotas e Japaratuba são beneficiadas diretamente pela ponte. O fluxo de pessoas e mercadorias entre essas cidades foi ampliado extraordinariamente, sem mencionar a possibilidade de aquecimento da economia, uma vez que o acesso ao porto estará ampliado. Pelo lado aracajuano, a ponte pode ser acessada tanto a partir do centro, como a partir do município vizinho de Nossa Senhora do Socorro – cidade dormitório da Grande Aracaju –, o qual possui um pequeno Distrito Industrial, e diversos conjuntos habitacionais, como Marcos Freire I, II, e III. Todos ligados a BR-101 por uma rodovia estadual.
O município de Barra dos Coqueiros, maior beneficiário, já aprovou até um novo Plano Diretor para a cidade, prevendo um aumento de sua população para 50.000 habitantes em dez anos.
Outro benefício inusitado é o interesse dos locais pela arte da fotografia, muitos sergipanos têm usado a ponte como tema dessa arte. Já há até livros de fotografias sendo feitos sobre a ponte.

## Estrutura
Com uma extensão de 1.800 metros, a ponte Aracaju-Barra dos Coqueiros tem duas vias, com quatro pistas para veículos, além de uma ciclovia e uma via exclusiva para pedestres. Orçada em R$ 99 milhões, a ponte tem um vão central de 200 metros e foi executada pela Empresa Sul-americana de Montagens S/A (EMSA), de Goiânia. O prazo de entrega, que  estava estimado em 720 dias, foi pouco maior: 25 meses. A ponte estaiada foi projectada pelo engenheiro italiano Mario de Miranda e pelo engenheiro civil Annibal Crosara, sendo este último o responsável técnico.

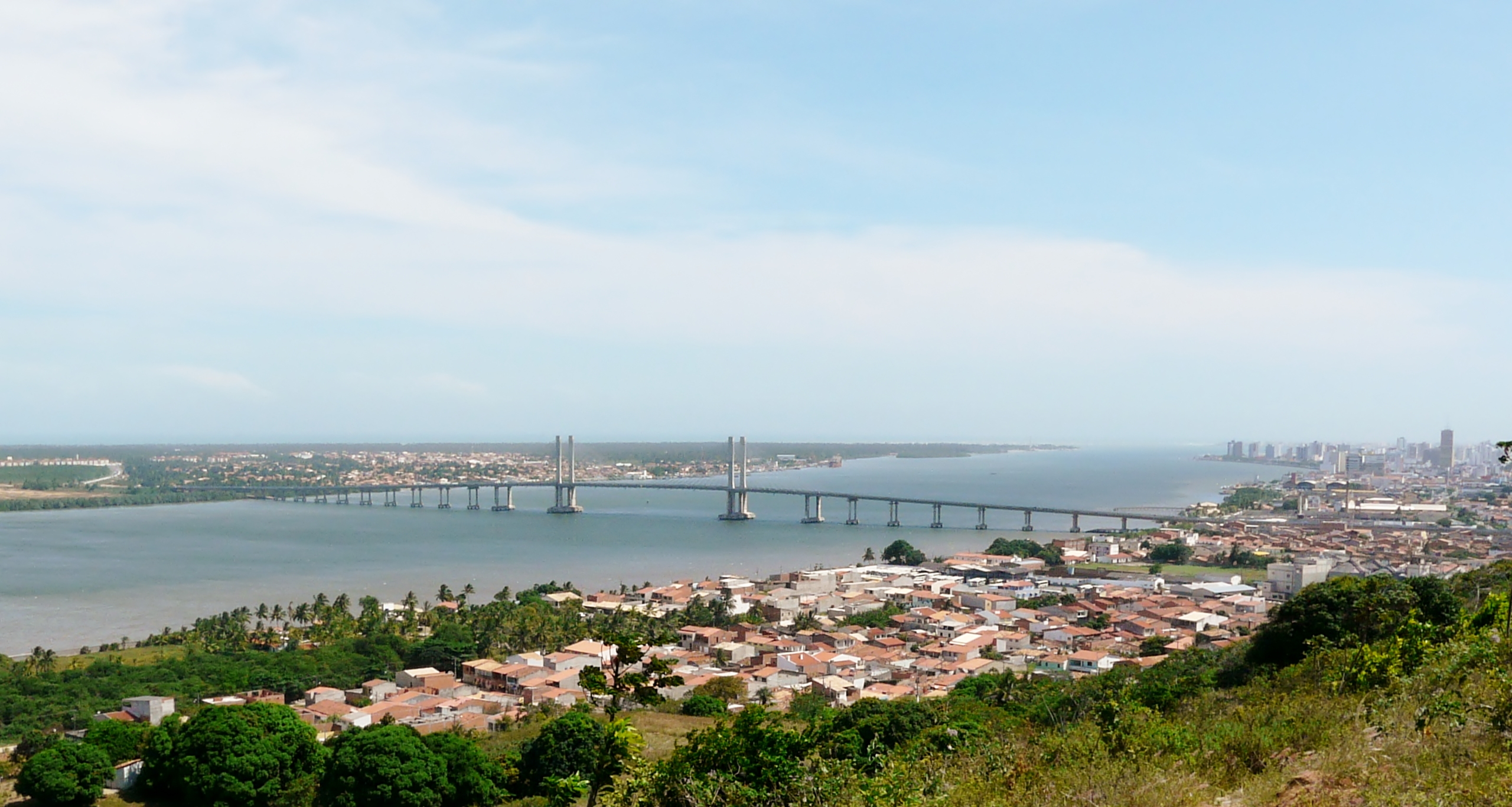
Vista panorâmica da ponte.

É mais alta que o prédio mais alto da cidade, o Edifício Estado de Sergipe, carinhosamente conhecido como Edifício Maria Feliciana, numa alusão a uma mulher sergipana que ficou famosa pela sua impressionante altura (chegou a 2,25m).

## Ponto turístico

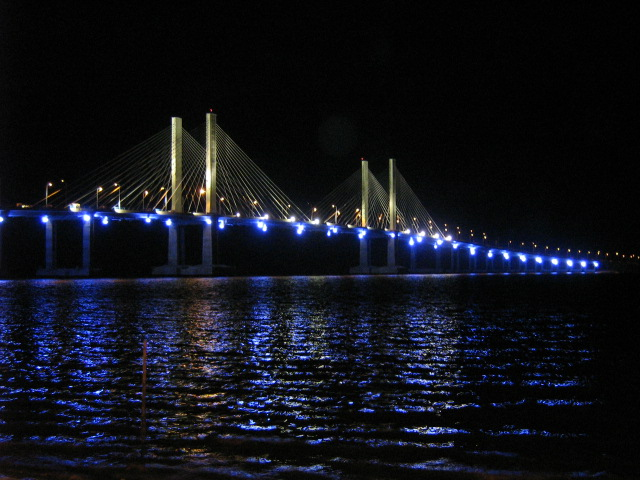
Vista da Ponte Aracaju-Barra à noite.

Milhares de turistas e sergipanos já tiraram fotos, registrando suas visitas a Aracaju, com a ponte ao fundo. O local da obra passou a condição de ponto turístico, e muitos aracajuanos levam suas visitas à beira do Rio Sergipe para fotografarem a ponte. Há inclusive comunidades na internet sobre a ponte, desde o orkut a fotologs, como o ponte de aracaju com mais de 60 fotos sobre o tema ou como o flickr.com/photos/aju76 ou Ponte Construtor João Alves.